# Järfälla (đô thị)
Đô thị Järfälla (tiếng Thụy Điển: Järfälla kommun) là một đô thị ở hạt Stockholm của Thụy Điển. Thủ phủ là thị xã Järfälla. Dân số thời điểm 31 tháng 12 năm 2000 là 60471 người.